# Флоем
Флоем е живата тъкан на васкуларните растения, в която се осъществява транспортът на разтворимите органични съединения, направени по време на фотосинтезата (най-вече захароза), към части от растението, където са нужни. Този транспортен процес се нарича транслокация. При дърветата, флоемът е най-вътрешният слой на кората. Другата проводяща тъкан е ксилем.
Тъканта на флоема е съставена от проводящ флоем, паренхимни клетки и поддържащи клетки (влакна и склереиди).
Терминът произлиза от гръцкото φλοιός, означаващо „кора“, и е въведен от швейцареца Карл Негели през 1858 г.

## Функция
За разлика от ксилема, който е съставен главно от мъртви клетки, флоемът е съставен от живи клетки, които транспортират мъзга. Мъзгата е воден разтвор, богат на захари, произведени чрез фотосинтеза. Тези захари се придвижват към нефотосинтезиращите части на растението (например корените) или към структурите за съхранение (например клубен). Движението във флоема се извършва в различни посоки. То се осъществява благодарение на положителното хидростатично налягане. Процесът се нарича транслокация.
Флоемът също играе роля при изпращането на информационни сигнали във васкуларните растения. Последните доказателства сочат, че мобилни протеини и РНК са част от системата за комуникация и сигнализиране на растението.
Също така флоемът често се използва за полагане на яйца и развъждането на двукрили насекоми.

## Консумация
Флоемът на борови дървета се е използвал в Скандинавия като заместител на храна във времена на масов глад, а дори и през плодородни години на североизток. Запасите от флоем от предходни години спомагат за забавянето на глада по време на големия глад през 60-те години на XIX век, който засяга Финландия и Швеция. Флоемът може да се изсуши и смели до брашно, след което да се смеси с ръж, за да се получи вид твърд тъмен хляб.